# Vierge à l'Enfant avec saint Jean-Baptiste et un ange
La Vierge à l'Enfant avec saint Jean-Baptiste et un ange est un tableau réalisé à la fin des années 1470 ou dans la décennie suivante par le peintre florentin Sandro Botticelli ou son atelier. Cette tempera sur bois est un tondo qui représente une Madone devant deux vases remplis de roses, entre le petit Jean le Baptiste à gauche et un jeune ange tenant un livre à droite. L'œuvre est conservée au musée national de Varsovie, à Varsovie, en Pologne.